# Abraxas omissa
Abraxas omissa là một loài bướm đêm trong họ Geometridae.